# Pure Prairie League
Pure Prairie League – amerykański zespół folk i country rockowy założony w 1964 w Ohio. Pomimo iż grupa popadła współcześnie w zapomnienie, krytycy muzyczni oceniają duet Fuller-Powell jako jeden z najlepszych w muzyce folkowej.
Nazwa zespołu nawiązuje do tzw. ruchu wstrzemięźliwości, którego pierwsze manifesty miały miejsce w Stanach Zjednoczonych i Australii, w drugiej połowie XIX wieku.